# Тортевал

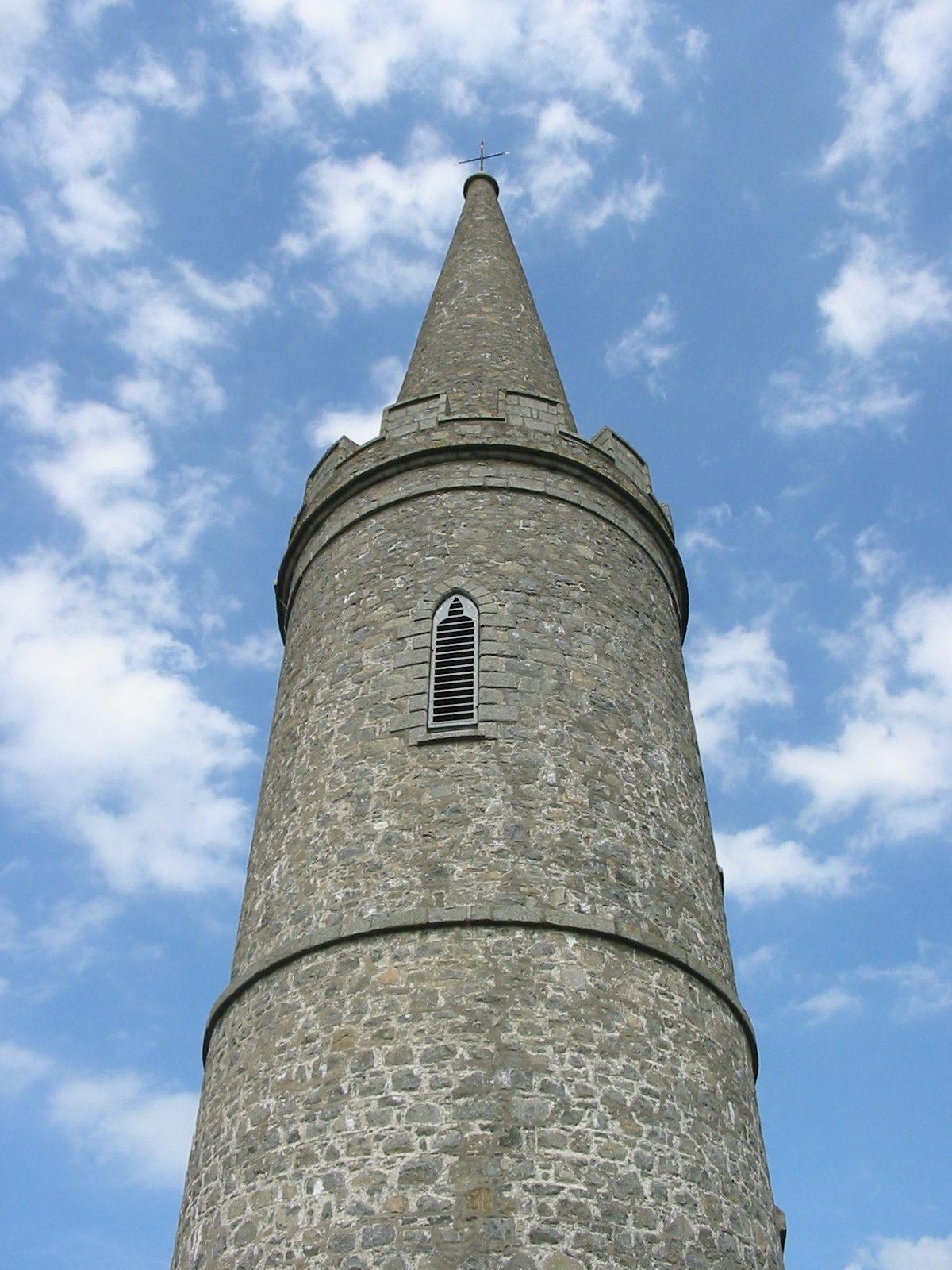

Тортевал (герн.:Tortévas) — самый маленький приход на острове Гернси.
Название происходит от гернсийского Guernésiais, что означает «скручивание долины». Людей, проживающих на острове Гернси, называют на местном языке «ânes à pid dé ch’fa». На южном берегу приход полностью состоит из скалистых утесов. На северо-западе есть небольшая рыбацкая гавань, которая называется Портелет, расположенная в южной части залива Роквейн. В центре прихода церковь, построенная в 1818 году с одним из старейших колоколов на Нормандских островах. Церковь была возведена на руинах более старой церкви, которая находилась в плачевном состоянии. Нынешняя церковь имеет высокий шпиль на острове Гернси. Он предназначен для использования в качестве морского знака.